# Escut de Sant Llorenç de Morunys
L'escut oficial de Sant Llorenç de Morunys té el següent blasonament:
Escut caironat: de gules, una graella de sable posada en pal amb el mànec al cap, acostada de 2 cards de 3 flors d'or. Per timbre una corona mural de vila.

## Història
Va ser aprovat el 22 d'abril de 1993 i publicat en el DOGC el 5 de maig del mateix any.
La graella és l'atribut de sant Llorenç, el patró de la localitat. Els dos cards d'or sobre camper de gules s'han agafat de les armes parlants dels vescomtes de Cardona, senyors de la vila.